# Croatia Open Umag 2001 - Qualificazioni singolare
Le qualificazioni del singolare  del Croatia Open Umag 2001 sono state un torneo di tennis preliminare per accedere alla fase finale della manifestazione. I vincitori dell'ultimo turno sono entrati di diritto nel tabellone principale. In caso di ritiro di uno o più giocatori aventi diritto a questi sono subentrati i lucky loser, ossia i giocatori che hanno perso nell'ultimo turno ma che avevano una classifica più alta rispetto agli altri partecipanti che avevano comunque perso nel turno finale.
Le qualificazioni del torneo Croatia Open Umag 2001 prevedevano 32 partecipanti di cui 4 sono entrati nel tabellone principale.

## Teste di serie
1. Stefan Koubek (ultimo turno)
2. Giorgio Galimberti (Qualificato)
3. Werner Eschauer (ultimo turno)
4. Jean-René Lisnard (primo turno)

1. Stefano Tarallo (secondo turno)
2. Leonardo Azzaro (secondo turno)
3. Sergio Roitman (primo turno)
4. Johan Örtegren (primo turno)

## Qualificati
1. Iztok Bozic
2. Giorgio Galimberti

1. Marzio Martelli
2. Ionuț Moldovan

## Tabellone

### Legenda
| - Q = Qualificato - WC = Wild card - LL = Lucky loser | - ALT = Alternate - SE = Special Exempt - PR = Protected Ranking | - w/o = Walkover - r = Ritirato - d = Squalificato |

### Sezione 1
|  | Primo turno       | Primo turno       | Primo turno       | Primo turno | Primo turno |  |  | Secondo turno | Secondo turno     | Secondo turno     | Secondo turno | Secondo turno |   |   | Ultimo turno | Ultimo turno  | Ultimo turno | Ultimo turno | Ultimo turno |  |
|  |                   |                   |                   |             |             |  |  |               |                   |                   |               |               |   |   |              |               |              |              |              |  |
|  | 1                 | Stefan Koubek     | Stefan Koubek     | 6           | 7           |  |  |               |                   |                   |               |               |   |   |              |               |              |              |              |  |
|  |                   | Jaroslav Levinský | Jaroslav Levinský | 2           | 64          |  |  | 1             | Stefan Koubek     | Stefan Koubek     | 7             | 6             |   |   |              |               |              |              |              |  |
|  | Mattias Hellstrom | Mattias Hellstrom | Mattias Hellstrom | 6           | 7           |  |  |               | Mattias Hellstrom | Mattias Hellstrom | 5             | 3             |   |   |              |               |              |              |              |  |
|  | Uros Vico         | Uros Vico         | Uros Vico         | 3           | 69          |  |  |               |                   |                   |               |               |   |   | 1            | Stefan Koubek | 6            | 3            | 1            |  |
|  | Iztok Bozic       | Iztok Bozic       | Iztok Bozic       | 6           | 6           |  |  |               |                   |                   | Iztok Bozic   | 3             | 6 | 6 |              |               |              |              |              |  |
|  | Igor' Kunicyn     | Igor' Kunicyn     | Igor' Kunicyn     | 0           | 3           |  |  |               | Iztok Bozic       | Iztok Bozic       | 6             | 6             |   |   |              |               |              |              |              |  |
|  | 6                 | Leonardo Azzaro   | Leonardo Azzaro   | 6           | 7           |  |  | 6             | Leonardo Azzaro   | Leonardo Azzaro   | 4             | 4             |   |   |              |               |              |              |              |  |
|  |                   | Konstantin Gruber | Konstantin Gruber | 3           | 68          |  |  |               |                   |                   |               |               |   |   |              |               |              |              |              |  |

### Sezione 2
|  | Primo turno        | Primo turno        | Primo turno        | Primo turno | Primo turno |  |  | Secondo turno    | Secondo turno      | Secondo turno      | Secondo turno  | Secondo turno  |   |   | Ultimo turno | Ultimo turno       | Ultimo turno       | Ultimo turno | Ultimo turno |  |
|  |                    |                    |                    |             |             |  |  |                  |                    |                    |                |                |   |   |              |                    |                    |              |              |  |
|  | 2                  | Giorgio Galimberti | Giorgio Galimberti | 6           | 6           |  |  |                  |                    |                    |                |                |   |   |              |                    |                    |              |              |  |
|  |                    | Paul Hanley        | Paul Hanley        | 2           | 2           |  |  | 2                | Giorgio Galimberti | Giorgio Galimberti | 6              | 7              |   |   |              |                    |                    |              |              |  |
|  | Davide Scala       | Davide Scala       | Davide Scala       | 7           | 6           |  |  |                  | Davide Scala       | Davide Scala       | 1              | 6              |   |   |              |                    |                    |              |              |  |
|  | Herbert Wiltschnig | Herbert Wiltschnig | Herbert Wiltschnig | 63          | 4           |  |  |                  |                    |                    |                |                |   |   | 2            | Giorgio Galimberti | Giorgio Galimberti | 6            | 6            |  |
|  | Andreas Fasching   | Andreas Fasching   | Andreas Fasching   | 6           | 6           |  |  |                  |                    |                    | Roko Karanušić | Roko Karanušić | 3 | 0 |              |                    |                    |              |              |  |
|  | Leoš Friedl        | Leoš Friedl        | Leoš Friedl        | 2           | 1           |  |  | Andreas Fasching | Andreas Fasching   | Andreas Fasching   | 4              | 2              |   |   |              |                    |                    |              |              |  |
|  |                    | Roko Karanušić     | Roko Karanušić     | 6           | 6           |  |  | Roko Karanušić   | Roko Karanušić     | Roko Karanušić     | 6              | 6              |   |   |              |                    |                    |              |              |  |
|  | 8                  | Johan Örtegren     | Johan Örtegren     | 1           | 2           |  |  |                  |                    |                    |                |                |   |   |              |                    |                    |              |              |  |

### Sezione 3
|  | Primo turno     | Primo turno     | Primo turno     | Primo turno | Primo turno |  |  | Secondo turno   | Secondo turno   | Secondo turno   | Secondo turno   | Secondo turno   |   |   | Ultimo turno | Ultimo turno    | Ultimo turno    | Ultimo turno | Ultimo turno |  |
|  |                 |                 |                 |             |             |  |  |                 |                 |                 |                 |                 |   |   |              |                 |                 |              |              |  |
|  | 3               | Werner Eschauer | Werner Eschauer | 6           | 6           |  |  |                 |                 |                 |                 |                 |   |   |              |                 |                 |              |              |  |
|  |                 | Ivan Stelko     | Ivan Stelko     | 4           | 2           |  |  | 3               | Werner Eschauer | Werner Eschauer | 6               | 6               |   |   |              |                 |                 |              |              |  |
|  | Bora Celiscak   | Bora Celiscak   | 4               | 6           | 6           |  |  |                 | Bora Celiscak   | Bora Celiscak   | 3               | 2               |   |   |              |                 |                 |              |              |  |
|  | Ivan Cerović    | Ivan Cerović    | 6               | 3           | 4           |  |  |                 |                 |                 |                 |                 |   |   | 3            | Werner Eschauer | Werner Eschauer | 3            | 2            |  |
|  | Marzio Martelli | Marzio Martelli | Marzio Martelli | 6           | 6           |  |  |                 |                 |                 | Marzio Martelli | Marzio Martelli | 6 | 6 |              |                 |                 |              |              |  |
|  | Norbert Mazany  | Norbert Mazany  | Norbert Mazany  | 0           | 2           |  |  | Marzio Martelli | Marzio Martelli | Marzio Martelli | 7               | 6               |   |   |              |                 |                 |              |              |  |
|  |                 | Guillaume Marx  | 4               | 7           | 6           |  |  | Guillaume Marx  | Guillaume Marx  | Guillaume Marx  | 65              | 4               |   |   |              |                 |                 |              |              |  |
|  | 7               | Sergio Roitman  | 6               | 5           | 3           |  |  |                 |                 |                 |                 |                 |   |   |              |                 |                 |              |              |  |

### Sezione 4
|  | Primo turno    | Primo turno       | Primo turno      | Primo turno      | Primo turno |  |  | Secondo turno | Secondo turno   | Secondo turno   | Secondo turno  | Secondo turno  |   |   | Ultimo turno | Ultimo turno | Ultimo turno | Ultimo turno | Ultimo turno |  |
|  |                |                   |                  |                  |             |  |  |               |                 |                 |                |                |   |   |              |              |              |              |              |  |
|  |                | Mario Radić       | 1                | 6                | 6           |  |  |               |                 |                 |                |                |   |   |              |              |              |              |              |  |
|  | 4              | Jean-René Lisnard | 6                | 3                | 3           |  |  | Mario Radić   | Mario Radić     | 64              | 6              | 5              |   |   |              |              |              |              |              |  |
|  | Daniel Vacek   | Daniel Vacek      | 7                | 3                | 7           |  |  | Daniel Vacek  | Daniel Vacek    | 7               | 3              | 7              |   |   |              |              |              |              |              |  |
|  | Ivor Lovrak    | Ivor Lovrak       | 64               | 6                | 5           |  |  |               |                 |                 |                |                |   |   | Daniel Vacek | Daniel Vacek | Daniel Vacek | 5            | 5            |  |
|  | Ionuț Moldovan | Ionuț Moldovan    | 4                | 6                | 6           |  |  |               |                 | Ionuț Moldovan  | Ionuț Moldovan | Ionuț Moldovan | 7 | 7 |              |              |              |              |              |  |
|  | Lovro Zovko    | Lovro Zovko       | 6                | 4                | 3           |  |  |               | Ionuț Moldovan  | Ionuț Moldovan  | 6              | 6              |   |   |              |              |              |              |              |  |
|  | 5              | Stefano Tarallo   | Stefano Tarallo  | Stefano Tarallo  | 7           |  |  | 5             | Stefano Tarallo | Stefano Tarallo | 2              | 3              |   |   |              |              |              |              |              |  |
|  |                | Andrés Schneiter  | Andrés Schneiter | Andrés Schneiter | 67r         |  |  |               |                 |                 |                |                |   |   |              |              |              |              |              |  |